# Cão Solteiro
Cão Solteiro é uma companhia de teatro formada em Lisboa, em 1997, e dirigida pelos actores Paula Sá Nogueira e Marcello Urgeghe e pela figurinista Mariana Sá Nogueira.
Colabora regularmente com os encenadores Nuno Carinhas, Rogério de Carvalho e Miguel Loureiro. Parte de temas gerais como a paixão ou o sonho, das linguagens da pintura, da fotografia e do cinema, recorre à escrita e colagem de textos de diversos géneros, prosa, poesia, correspondência, diários e textos de imprensa, dando igual valor a todos os elementos cénicos - luz, representação, música, figurinos, movimento, cenografia - para a criação do universo poético e onírico de espectáculos onde a composição visual é extraordinariamente importante.
Cria um teatro de imagem e de situação onde o universo cénico e o conflito criado prevalecem sobre o contar de uma história. Trabalha preferencialmente em espaços não convencionais, apropriando a arquitectura do lugar como parte integrante da cenografia e do próprio espectáculo.